# 임형진
임형진(한국 한자: 任形進, 2001년 7월 23일 ~ )은 대한민국의 축구 선수로, 포지션은 센터백이다. 현재 K리그1 인천 유나이티드 FC 소속이다.